# Zygia oriunda
Espèce
Synonymes
- Pithecellobium oriundum J.F.Macbr.[2]
- Pithecellobium schultzeanum Harms[2]
- Zygia oriunda (J.F.Macbr.) L.Rico[2]
- Zygia schultzeana (Harms) L.Rico[2]

Statut de conservation UICN

 VU D2 : Vulnérable
Zygia oriunda est une espèce de plantes à fleurs de la famille des Fabaceae. Il est maintenant considéré comme un synonyme de Zygia coccinea var. oriunda (J.F.Macbr.)

## Publication originale
- Kew Bulletin 46(3): 504. 1991.